# 소코토 칼리파국
소코토 칼리파국은 보르누 왕국을 무너트리고 우스만 단 포디오의 지하드 결과로 건국된 칼리프제 국가이다. 1903년 유럽 세력에 의해 멸망한다.